# Çäçe
Çäçe é uma vila ao sul do Turquemenistão, perto da fronteira com o Irã. Está localizado na província de Ahal.